# Tunovo
Tunovo (en serbe cyrillique : Туново) est un village de Serbie situé sur le territoire de la Ville de Novi Pazar, district de Raška. Au recensement de 2011, il comptait 90 habitants.

## Démographie
| 1948 | 1953 | 1961 | 1971 | 1981 | 1991 | 2002 | 2011 |
| ---- | ---- | ---- | ---- | ---- | ---- | ---- | ---- |
| 297  | 316  | 362  | 313  | 257  | 186  | 128  | 90   |

|  |